# Teorema de von Staudt–Clausen
En teoría de números, el teorema de von Staudt–Clausen es un resultado que determina la parte fraccionaria de los números de Bernoulli, descubierto independientemente por
Karl von Staudt y Thomas Clausen en 1840.
Concretamente, si n es un entero positivo y se suma 1/p al número de Bernoulli B2n por cada primo p tal que p − 1 divida a  2n, se obtiene un entero, i.e.,
{\displaystyle B_{2n}+\sum _{(p-1)|2n}{\frac {1}{p}}\in \mathbb {Z} .}
Este hecho permite inmediatamente caracterizar los denominadores de los números de Bernoulli B2n distintos de cero como el producto de todos los primos p tales que p − 1 divida 2n; consecuentemente los denominadores son libres de cuadrados y divisibles por 6.
Estos denominadores son 
6, 30, 42, 30, 66, 2730, 6, 510, 798, 330, 138, 2730, 6, 870, 14322, 510, 6, 1919190, 6, 13530, ... (sucesión A002445 en OEIS).